# Europapokal der Pokalsieger (Handball) 1983/84
Der Europapokal der Pokalsieger 1983/84 war die neunte Austragung des Wettbewerbs für europäische Handball-Pokalsieger. Die 20 teilnehmenden Mannschaften qualifizierten sich in ihren Heimatländern über den nationalen Pokalwettbewerb für den von der Internationalen Handballföderation (IHF) organisierten Europapokal. Im Finale am 24. März 1984 setzte sich der FC Barcelona gegen den jugoslawischen Vertreter RK Sloga Doboj mit 24:21 durch. Mannschaften aus Polen, Rumänien, der Sowjetunion und der DDR nahmen mit Blick auf die Olympischen Sommerspiele 1984 in Los Angeles nicht am Wettbewerb teil.

## Chronologie des Wettbewerbs

### Erste Runde
|                | Gesamt |                       | Hinspiel | Rückspiel |
| -------------- | ------ | --------------------- | -------- | --------- |
| HV De Gazellen | 36:38  | HC Berchem            | 20:17    | 16:21     |
| Wampum Teramo  | 48:42  | Union Beynoise        | 20:15    | 28:27     |
| VAS Saloniki   | 29:59  | VIF G. Dimitrow Sofia | 16:26    | 13:33     |
| Sjundeå IF     | 54:60  | Fredensborg/Ski IL    | 26:29    | 28:31     |

Die übrigen Vereine (TUSEM Essen, Maccabi Rischon LeZion, Dalhem IF, KR Reykjavík, Stade Marseillais Université Club, RK Sloga Doboj, Helsingør IF, Grasshopper Club Zürich, VSŽ Košice, Volán Szeged, FC Barcelona und ASKÖ Linz) zogen durch ein Freilos automatisch ins Achtelfinale ein.

### Achtelfinale
|                                   | Gesamt |                         | Hinspiel | Rückspiel |
| --------------------------------- | ------ | ----------------------- | -------- | --------- |
| VIF G. Dimitrow Sofia             | 32:45  | TUSEM Essen             | 20:18    | 12:27     |
| Maccabi Rischon LeZion            | 48:45  | Dalhem IF               | 25:26    | 23:19     |
| KR Reykjavík                      | 48:31  | HC Berchem              | 17:12    | 31:19     |
| Stade Marseillais Université Club | 49:65  | RK Sloga Doboj          | 17:24    | 32:41     |
| Helsingør IF                      | (a)    | Grasshopper Club Zürich |          |           |
| VSŽ Košice                        | 55:57  | Volán Szeged            | 32:27    | 23:30     |
| Wampum Teramo                     | 45:57  | Fredensborg/Ski IL      | 24:27    | 21:30     |
| FC Barcelona                      | 57:39  | ASKÖ Linz               | 33:14    | 24:25     |

### Viertelfinale
|                    | Gesamt |                        | Hinspiel | Rückspiel |
| ------------------ | ------ | ---------------------- | -------- | --------- |
| KR Reykjavík       | 32:33  | Maccabi Rischon LeZion | 16:19    | 16:14     |
| Helsingør IF       | 46:54  | Volán Szeged           | 25:23    | 21:31     |
| Fredensborg/Ski IL | 40:53  | RK Sloga Doboj         | 19:23    | 21:30     |
| FC Barcelona       | 31:28  | TUSEM Essen            | 19:13    | 12:15     |

### Halbfinale
|                        | Gesamt |                | Hinspiel | Rückspiel |
| ---------------------- | ------ | -------------- | -------- | --------- |
| Maccabi Rischon LeZion | 32:54  | FC Barcelona   | 18:26    | 14:28     |
| Volán Szeged           | 50:51  | RK Sloga Doboj | 24:26    | 26:25     |

### Finale
Das Finale wurde am 24. März 1984 im Palau Blaugrana von Barcelona ausgetragen, nachdem der jugoslawische Vertreter das Heimrecht verkauft hatte.
|              | Ergebnis     |                |
| ------------ | ------------ | -------------- |
| FC Barcelona | 24:21 (13:7) | RK Sloga Doboj |